# Christian de Duve
Christian René de Duve (ur. 2 października 1917 w Thames Ditton, zm. 4 maja 2013 w Nethen) – belgijski lekarz, cytolog, laureat Nagrody Nobla w dziedzinie fizjologii lub medycyny.

## Życiorys
Urodził się w Thames Ditton, w hrabstwie Surrey, w Wielkiej Brytanii, gdzie jego rodzice schronili się przed działaniami I wojny światowej. W 1920 roku wrócili do Belgii i zamieszkali w Antwerpii. W 1934 podjął studia medyczne na Katolickim Uniwersytecie w Lowanium. Jako wyróżniający się student dołączył do zespołu badawczego profesora J.P. Bouckaerta, pracującego nad wpływem insuliny na pobieranie glukozy. Po wybuchu II wojny światowej został powołany do belgijskiego wojska i, jako wojskowy lekarz, wysłany do południowej Francji. Po zwycięstwie Niemiec w kampanii francuskiej trafił do obozu jenieckiego, z którego uciekł i wrócił do Belgii, aby kontynuować studia. Dyplom lekarza uzyskał w 1941 roku.
Ze względu na ograniczone możliwości prowadzenia prac badawczych w warunkach wojennych, zdecydował się na odbycie stażu lekarskiego w Instytucie Raka, a także studia chemiczne. Równocześnie intensywnie studiował literaturę dotyczącą insuliny, co pozwoliło mu na opracowanie książki Glucose, Insuline et Diabète oraz uzyskanie stopnia "Agrégé de l'Enseignement Supérieur" (odpowiednika doktoratu) w 1945 roku.
Po wojnie odbył dwa staże naukowe. W latach 1946–1947 przebywał w Instytucie Karolinska, w laboratorium Hugo Theorella, a następnie uzyskał stypendium Fundacji Rockefellera, które pozwoliło mu na półroczny pobyt w Washington University in St. Louis, gdzie współpracował z Gerty Cori i Carlem Cori, a także z Earlem Sutherlandem.
W 1947 roku wrócił do Leuven, gdzie wykładał chemię fizjologiczną na Wydziale Medycznym Uniwersytetu. W 1951 roku otrzymał tytuł profesora. W 1962 roku został zaproszony do wstąpienia na Uniwersytet Rockefellera, gdzie pracowali m.in. Albert Claude oraz George Palade. Od tej pory dzielił swój czas pomiędzy pracę w Leuven i Nowym Jorku. 
Badania prowadzone przez Christiana de Duve pozwoliły na odkrycie nieznanej struktury komórkowej, nazwanej przez niego lizosomem. W  1974 otrzymał, wraz z Claude’em i Paladem, Nagrodę Nobla w dziedzinie medycyny i fizjologii za odkrycia dotyczące strukturalnej i funkcjonalnej organizacji komórek.
We wrześniu 1943 ożenił się z Janine Herman. Mieli czworo dzieci. Janine zmarła w 2008 roku. Christian de Duve, który w wieku 95 lat borykał się z wieloma chorobami (w tym nowotworem), poprosił o przeprowadzenie eutanazji, która miała miejsce 4 maja 2013.